# 삼산로 (순천시)
삼산로(amsan-ro)는 전라남도 순천시 삼산동 삼산삼거리 에서 서면 강청삼거리 를 연결하는 도로이다.

## 주요 경유지
전라남도
- 순천시 (삼산동 . 서면)

## 노선
| 이름             | 접속 노선              | 소재지 | 소재지 | 비고 |
| ---------------- | ---------------------- | ------ | ------ | ---- |
| 삼산삼거리       | 국도 제22호선 (중앙로) | 순천시 | 삼산동 |      |
| 용당교사거리     | 강변로                 | 순천시 | 삼산동 |      |
| 용당교           |                        | 순천시 | 삼산동 |      |
| 공단입구 교차로  | 산단4길                | 순천시 | 삼산동 |      |
| 순천소방서삼거리 | 강청길                 | 순천시 | 서면   |      |
| 강청삼거리       | 국도 제17호선 (백강로) | 순천시 | 서면   |      |

## 주요 건물 및 시설
- 삼산동행정복지센터 (삼산로 3/석현동 213-8)
- 베스킨라빈스 순천삼산점 (삼산로 5/석현동 213-1)
- CU 순천석현점 (삼산로 25/석현동 176-1)
- SK에너지 현우 동천주유소 (삼산로 38/용당동 581-5)
- 이마트24 순천용당점 (삼산로 89/용당동 566-2)
- 뚜레쥬르 순천용당점 (삼산로 90/용당동 560-5)
- 피자스쿨 순천용당점 (삼산로 93/용당동 564)
- KT 대대통신 용당점 (삼산로 94/용당동 562-1)
- 농협 농협하나로유통 순천광양축산업협동조합 용당지점 (삼산로 101/용당동 350-5)
- 농협 순천광양축협 용당지점 (삼산로 101/용당동 350-5)
- 메가MGC커피 순천용당점 (삼산로 101/용당동 350-5)
- 롯데리아 순천용당점 (삼산로 102/용당동 355-1)
- 순천삼산초등학교 (삼산로 104/용당동 403-2)
- 파리바게뜨 순천용당점 (삼산로 106/용당동 348-20)
- 세븐일레븐 순천용당점 (삼산로 107/용당동 213-3)
- 교촌치킨 용당서면점 (삼산로 112/용당동 348-9)
- T world 나은대리점 용당점 (삼산로 114/용당동 348-19)
- CU 순천선평점 (삼산로 267/선평리 234-5)
- 뚜레쥬르 순천선평점 (삼산로 267/선평리 234-5)
- 순천소방서 (삼산로 281/선평리 241)
- 서면119안전센터 (삼산로 281/선평리 241)
- 아성다이소 순천서면점 (삼산로 291/선평리 245-1)